# Sybra triangulifera
Sybra triangulifera es una especie de escarabajo del género Sybra, familia Cerambycidae. Fue descrita científicamente por Breuning en 1938.
Habita en Indonesia. Esta especie mide 7,5 mm.